# 1988 NBA Draft
1988 NBA Draft – National Basketball Association Draft, który odbył się 28 czerwca 1988 w Nowym Jorku.

## Legenda
Pogrubiona czcionka – wybór do All-NBA Team.
|  | - występ w NBA All-Star Game. |

Gwiazdka (*) – członkowie Basketball Hall of Fame.

## Runda pierwsza
| Nr | Zawodnik              | Narodowość                | Drużyna NBA            | College/Drużyna                        |
| -- | --------------------- | ------------------------- | ---------------------- | -------------------------------------- |
| 1  | Danny Manning (PF)    | Stany Zjednoczone         | Los Angeles Clippers   | University of Kansas                   |
| 2  | Rik Smits (C)         | Holandia                  | Indiana Pacers         | Marist College                         |
| 3  | Charles Smith (PF)    | Stany Zjednoczone         | Philadelphia 76ers     | University of Pittsburgh               |
| 4  | Chris Morris (SF)     | Stany Zjednoczone         | New Jersey Nets        | Auburn University                      |
| 5  | Mitch Richmond (SG)   | Stany Zjednoczone         | Golden State Warriors  | Kansas State University                |
| 6  | Hersey Hawkins (SG)   | Stany Zjednoczone         | Los Angeles Clippers   | Bradley University                     |
| 7  | Tim Perry             | Stany Zjednoczone         | Phoenix Suns           | Temple University                      |
| 8  | Rex Chapman (SG)      | Stany Zjednoczone         | Charlotte Hornets      | University of Kentucky                 |
| 9  | Rony Seikaly (C)      | Liban · Stany Zjednoczone | Miami Heat             | Syracuse University                    |
| 10 | Willie Anderson (SG)  | Stany Zjednoczone         | San Antonio Spurs      | University of Georgia                  |
| 11 | Will Perdue (C)       | Stany Zjednoczone         | Chicago Bulls          | Vanderbilt University                  |
| 12 | Harvey Grant (PF)     | Stany Zjednoczone         | Washington Bullets     | University of Oklahoma                 |
| 13 | Jeff Grayer (PG)      | Stany Zjednoczone         | Milwaukee Bucks        | Iowa State University                  |
| 14 | Dan Majerle (SF)      | Stany Zjednoczone         | Phoenix Suns           | Central Michigan University            |
| 15 | Gary Grant (PG)       | Stany Zjednoczone         | Seattle SuperSonics    | University of Michigan                 |
| 16 | Derrick Chievous (SG) | Stany Zjednoczone         | Houston Rockets        | University of Missouri                 |
| 17 | Eric Leckner (C)      | Stany Zjednoczone         | Utah Jazz              | University of Wyoming                  |
| 18 | Ricky Berry           | Stany Zjednoczone         | Sacramento Kings       | San José State University              |
| 19 | Rod Strickland (PG)   | Stany Zjednoczone         | New York Knicks        | DePaul University                      |
| 20 | Kevin Edwards (SG)    | Stany Zjednoczone         | Miami Heat             | DePaul University                      |
| 21 | Mark Bryant (PF)      | Stany Zjednoczone         | Portland Trail Blazers | Seton Hall University                  |
| 22 | Randolph Keys         | Stany Zjednoczone         | Cleveland Cavaliers    | The University of Southern Mississippi |
| 23 | Jerome Lane (PF)      | Stany Zjednoczone         | Denver Nuggets         | University of Pittsburgh               |
| 24 | Brian Shaw (SG)       | Stany Zjednoczone         | Boston Celtics         | University of California               |
| 25 | David Rivers (PG)     | Stany Zjednoczone         | Los Angeles Lakers     | Notre Dame University                  |

Gracze spoza pierwszej rundy tego draftu, którzy wyróżnili się w czasie gry w NBA to: Vinny Del Negro, Vernon Maxwell, Steve Kerr, Anthony Mason, Avery Johnson.